# Risa Šimizuová
Risa Šimizuová (japonsky 清水 梨紗, * 15. června 1996 Hjógo) je japonská fotbalistka.

## Reprezentační kariéra
Za japonskou reprezentaci v letech 2018 až 2019 odehrála 31 reprezentačních utkání. Byla členkou japonské reprezentace i na Mistrovství světa ve fotbale žen 2019.

## Statistiky
| Japonsko | Japonsko | Japonsko |
| Roky     | Záp.     | Góly     |
| -------- | -------- | -------- |
| 2018     | 19       | 0        |
| 2019     | 12       | 0        |
| Celkem   | 31       | 0        |

## Úspěchy

### Reprezentační
- Mistrovství Asie:  2018